# Surrealizm w swoich dziełach żywych
Surrealizm w swoich dziełach żywych (fr. Du surréalisme en ses œuvres vivese) – publikacja napisana przez głównego teoretyka nadrealizmu André Bretona w 1953 roku. Uważana przez autora za utwór zamykający wcześniejsze manifesty kierunku.
Stanowi swobodną wypowiedź literacką będącą podsumowaniem dokonań surrealistów i analizę niektórych założeń teoretycznych stworzonych przez przedstawicieli tego kierunku artystycznego.
W publikacji Breton odwołuje się do dokonań surrealizmu w zakresie literatury, pod tym względem doszukując się jego podobieństw i związków z innymi kierunkami awangardowymi (futuryzm, dadaizm), jak i w twórczości poszczególnych twórców, np. Comte de Lautréamonta, Jamesa Joyce’a, Henriego Michaux, Lewisa Carrolla. Zapis automatyczny i „monolog wewnętrzny” uważa za próbę obalenia tyranii całkowicie spodlonego języka. Autor przedstawia refleksje surrealistów na temat funkcji poezji, a także pierwsze próby odnowy jej języka. Stwierdza, iż zarówno artystyczna jak i literacka twórczość surrealistów wedle ich zamiarów, nie jest w stanie podlegać kryteriom estetycznym, gdyż ich działalność w zakresie literatury miała na celu odszukanie sekretu języka.
Pewną część utworu obejmują przemyślenia na temat miłości mężczyzny i kobiety, której postać w surrealizmie uważana była za wcielenie najwyższej szansy mężczyzny. Autor przyznaje iż takie refleksje miały ułatwić zrozumienie postawy surrealistycznej wobec spraw ludzkich.
Kolejnym omawianym tematem jest stosunek teorii nadrealizmu wobec natury. Autor przywołując nazwiska myślicieli, jak np. Louis Claude de Saint-Martin, opowiada się, podobnie jak oni, za zrozumieniem natury według siebie, a nie siebie według natury.
Wielką rolę przypisuje również intuicji poetyckiej, którą surrealizm uwolnił od więzów. Autor twierdzi, iż dąży ona do ogarnięcia wszystkich struktur świata, ujawnionego czy nieujawnionego.
Źródło: „Surrealizm. Teoria i praktyka literacka. Antologia”. Teksty wybrał i przetłumaczył Adam Ważyk. Wydana w 1976 w Warszawie.